# Ziz

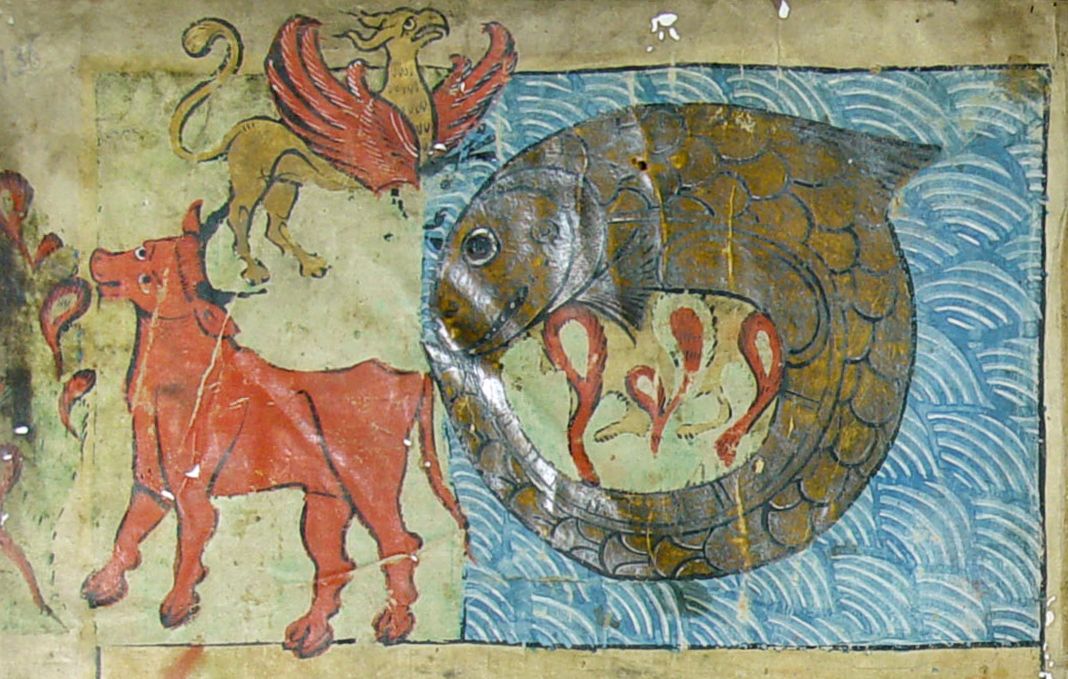
Rysunek przedstawiający Behemota, Lewiatana i Ziza

Ziz – ptak występujący w kosmogonii hebrajskiej. Według Midrasza Konen stwór ten należał do sfery niebiańskiej. Został uczyniony przez Stwórcę z ognia, światła i wody zmieszanych z błotem.
Howard Schwartz nazywa go zwierzęciem mitycznym, widząc w nim ucieleśnienie losu. Według apokaliptyki żydowskiej Ziz zostanie zabity przez Mesjasza i podobnie jak Lewiatan oraz Behemot, podany sprawiedliwym na uczcie na Końcu Świata.
Rozpiętość jego skrzydeł była tak wielka, że mógł nimi przysłonić Słońce.